# Storia del crossdressing
La storia del crossdressing attraversa tutte le arti: dalla mitologia ed il folclore, passando per la letteratura, la musica, il teatro, il cinema e la televisione.

## Nella mitologia

### Greca
Come punizione per aver commesso assassinio nei confronti di Ifito, il grande eroe e semidio Eracle è costretto a sottomettersi ad Onfale in qualità di suo schiavo. Molte varianti della storia ci dicono che non solo viene adibito a fare il lavoro delle donne, ma anche a vestirsi con abiti femminili per tutto il tempo in cui rimase a servizio del suo padrone.
Nel racconto mitico di Achille a Sciro, il giovane eroe degli Achei Achille viene fatto travestire in abiti femminili dalla madre Teti e mandato così alla corte di Licomede; questo per nasconderlo da Ulisse che lo stava cercando per costringerlo ad unirsi alla spedizione che doveva portare alla guerra di Troia.
La dea della sapienza, Atena, si reca spesso e volentieri in aiuto dei suoi protetti mortali vestita da uomo; ciò accade soprattutto nell'Odissea.
Il veggente Tiresia, personaggio presente anch'esso nell'Odissea, in gioventù è stato trasformato in una donna e visse all'interno di un corpo femminile per i successivi sette anni della propria esistenza.
Nel culto rivolto ad Afrodito, durante i suoi riti sacrificali ci si presentava travestiti, con gli uomini che indossavano abiti da donna e viceversa; alla stessa divinità femminile veniva attaccata sul mento una barba posticcia.

### Nordica
Thor, nel poema epico intitolato Þrymskviða, si deve vestire come Freyja per poter ottenere il Mjölnir.
Odino si traveste da guaritrice nel tentativo di sedurre Rindr.
Hagbard, nella leggenda scandinava Hagbard og Signe (versione vichinga di Romeo e Giulietta), dopo aver ucciso i fratelli e tutti i pretendenti della bella Signe, l'irruente Hagbard non era più il benvenuto nel palazzo del padre della ragazza, Sigar. Egli allora, per poter accedere alle stanze dell'amata si travestì da Skjaldmær, una donna guerriera (proprio come fosse una sorella di Haki).
Quando le ancelle cominciarono a lavargli le gambe, queste però gli chiesero come mai esse fossero così pelose ed anche perché mai le sue man avessero così tanti calli; l'astuto Hagbard riuscì a cavarsela e a spiegare con una motivazione plausibile il motivo di tale strano aspetto. Signe tuttavia capì immediatamente che si trattava del giovane da lei tanto amato e cercò di sviare l'attenzione delle fanciulle.
Alcune delle ancelle però non si fecero ingannare, denunciarono Hagbard e lo fecero così arrestare dai guerrieri di Sigar: il ragazzo fu impiccato e la bella Signe, vedendolo penzolare dalla forca, si suicidò.
Il re danese Frotho I si traveste anch'egli da "Skjaldmær", durante una delle sue campagne orientali.
Hervor, personaggio femminile presente in una delle saghe leggendarie medioevali, la saga di Hervör, quando viene a sapere che il padre era stato uno dei famigerati combattenti svedesi, il berserkr di nome Angantyr, si veste come un uomo assumendo da quel giorno in poi sembianze ed atteggiamenti maschili; facendosi chiamare Hjörvard vive per lungo tempo come fosse un autentico vichingo.

### Hindu
Nel Mahābhārata si narra che, durante il periodo di esilio di un anno denominato "Agnyatbaas" ed imposto ai Pandava, questi dovevano mantenere rigorosamente segrete le loro identità per evitare così di essere scoperti: Arjuna, il compagno di Krishna, si travestì da donna e col nome di Brihannala divenne insegnante di danza.
Una leggenda racconta che Bapiya venne maledetto dalla dea Bahuchara Mata la quale lo rese impotente; la meledizione venne revocata solamente quando egli, vestendosi e comportandosi come fosse una femmina si mise ad adorarla.
Nella regione di Braj in Uttar Pradesh alcuni devoti maschi di Krishna, chiamati i "santi sakhi", vestiti in abbigliamento femminile assumono pose e sembianze della consorte divina, la dea Rādhā; questo viene eseguito come atto di devozione e fedeltà nei confronti della divinità.

## Personaggi storici
Hua Mulan è un personaggio a metà tra la figura storica e quella di fantasia.
Diversi racconti dei padri del deserto parlano di monaci che erano in realtà donne camuffate e di essere state scoperte solo dopo morte, quando i loro corpi sono stai preparati per la sepoltura. Una di queste, Marina di Bitinia (VI-VIII secolo all'incirca), dopo aver accompagnato il padre in un monastero adottò l'abitudine di travestirsi come fosse un frate; quando venne falsamente accusata di aver messo incinta una donna subì pazientemente l'accusa piuttosto che rivelare la propria vera identità: azione questa elogiata nei libri medioevali sulle vite dei santi come esempio di umile pazienza.
La figura della Papessa Giovanna si situa a metà tra storia e leggenda; si sostiene fosse una donna che, vestita da uomo, riuscì a diventare papa regnando dall'855 all'859 d.C. Venne smascherata quando, colta dalle doglie, partorì nel bel mezzo di una processione.
Giovanna d'Arco era una giovane contadina francese del XV secolo
Catalina de Erauso
Anne Bonny e Mary Read sono state due piratesse del '700.
Ulrika Eleonora Stålhammar è stata una donna svedese che ha servito come soldato, col grado di caporale, durante la grande guerra del Nord ed ha finito per sposare un'altra donna.
Ann Mills ha combattuto come dragone nel 1740.
Hannah Snell ha servito, come fosse un maschio, nei Royal Marines tra il 1747 e il 1750.
"Charles-Geneviève-Louis-Auguste-André-Timothée Éon de Beaumont" (1728-1810), comunemente noto come il Cavaliere d'Éon, era un diplomatico e militare francese, che ha vissuto la prima parte della sua vita come un uomo e la seconda metà come donna.
George Sand è lo pseudonimo di "Amandine-Aurore-Lucile Dupin", scrittrice francese dell'800 la quale preferiva vestirsi da uomo e farsi vedere a fumare la pipa
Dorothy Lawrence è stata reporter di guerra inglese; si travestì come un uomo per poter essere arruolata come soldato durante la prima guerra mondiale.
Rose Sélavy, l'alter ego femminile dell'artista francese Marcel Duchamp.
Shi Pei Pu, cantante dell'opera di Pechino, travestito da donna fece opera di spionaggio per conto del governo cinese durante la rivoluzione culturale con l'intento di ottenere informazioni dal diplomatico francese Bernard Boursicot. Il film M. Butterfly è basato sulla loro storia.
Billy Tipton, pianista jazz e sassofonista molto noto durante la grande depressione; era una donna ma, dall'età di sedici anni, cominciò a vivere come se fosse un maschio.

## Nel folclore
Nella tradizione della ballata popolare innumerevoli sono le eroine crossdressing.
Di tanto in tanto anche gli uomini però si travestono da donne, ma questo non solo è più raro ma viene anche messo in atto per un più breve periodo di tempo, in quanto generalmente viene eseguito con il semplice intento di cercar di sfuggire ad un qualche nemico ostile: ciò accade ad esempio in "Brown Robin", la Child Ballads numero 97, in "The Duke of Athole's Nurse" (la num. 212) ed in "Robin Hood and the Bishop" (la num. 143). Secondo "Gude Wallace", ballata num. 157, lo stesso Sir William Wallace si è travestito da donna per sfuggire alla cattura e questo potrebbe effettivamente basarsi su informazioni storiche.
Nelle città di Techiman e Wenchi, in Ghana, durante l'annuale "festival di Apoo" che si svolge tra aprile e maggio gli uomini si vestono come le donne e viceversa.

## In letteratura
All'interno del mito riguardante la guerra di Troia si narra la vicenda "en-travesti" di Achille a Sciro, l'allora appena adolescente eroe degli Achei; la nereide Teti (Nereide), sua madre, volendo impedirgli di unirsi alle forze greche (e quindi di morire in battaglia in giovane età come gli era stato senza scampo profetizzato) gl'impone di vestirsi con abiti femminili, nascondendolo subito dopo in un gineceo: qui il ragazzo assume una nuova identità, quella di "Pirra" (la rossa, dal color fulvo dei suoi capelli).
Ed ecco che quando gl'inviati greci giungono sul posto Ulisse, sospettoso per l'assenza di Achille, mette in atto un piano per svelare il probabile inganno; egli offre dei doni a tutte le fanciulle ivi residenti in cui anche, in mezzo a belle vesti, profumi e gioielli, una spada e uno scudo e poi fa suonare l'allarme; com'era ovvio aspettarsi la bella Pirra, che nel frattempo aveva imparato a lavorare al telaio insieme alle compagne, afferra istintivamente e senza esitare un solo attimo le armi per difendersi. Smascherato in tal modo, il tanto giovane quanto prode eroe è costretto ad imbarcarsi con la spedizione inviata per espugnare Troia; qui vi troverà la morte in combattimento, assieme all'eterna fama.
Nell'Orlando Furioso di Ludovico Ariosto la sorella di Rinaldo, Bradamante, essendo cavaliere a tutti gli effetti, indossa una corazza da combattimento; allo stesso modo anche Britomart - da Britomarti, compagna della Dea della caccia Artemide - nella sua qualità di allegoria della castità indossa una corazza da cavaliere e si comporta come un maschio: questo nel poema epico intitolato La regina delle fate e composto attorno al 1590 da Edmund Spenser.
Intenzionalmente o no, queste due figure femminili travestite da uomini, vengono prese come tali dagli altri personaggi: nell'"Orlando" (Canto XXV, 22-70) la giovane e bella Fiordispina s'innamora di Bradamante, vista con i capelli tagliati corti e sdraiata su di un prato, continuando ad esserlo anche dopo aver saputo che si tratta in realtà di una donna. Fiordispina, piangente, sogna che la compagna cambia sesso e prega immediatamente con tutte le forze che ciò possa avvenire.
Ricciardetto, il fratello gemello dell'indomita donna guerriera - e già in precedenza innamorato di Fiordispina - finisce invece con l'assumere le sembianza della sorella e, così travestito da femmina, persuade la propria bella d'essere Bradamante, magicamente trasformato per rendere possibile il loro amore: nel suo nuovo abbigliamento femminile è così in grado di intrattenere una storia d'amore con la giovinetta.
In "The Countess of Pembroke's Arcadia" (fine XVI secolo) di Philip Sidney uno dei personaggi, di nome Pyrocles, si traveste come fosse un'Amazzone ed assume il nome di Zelmane per poter così avvicinare indisturbato la sua amata Philoclea.
Lord Byron nel suo Don Juan (Byron) traveste Don Giovanni da donna per riuscire a farlo entrare in un harem
Mark Twain in Le avventure di Huckleberry Finn traveste ad un certo punto del romanzo il giovane Huckleberry Finn come una ragazza, anche se non con molto successo.
In "From a View to a Death" (1933) di Anthony Powell (scrittore) la propensione del maggiore Fosdick d'indossare di nascosto, mentre si trova al sicuro chiuso in camera sua, abiti da sera neri e pailettes per poi fotografarsi in pose da vamp, sarà una delle cause che lo condurrà infine al suo disfacimento fisico e morale.
Nell'opera Il Signore degli Anelli di Tolkien la nobildonna di Rohan Éowyn si traveste da uomo, assume il nome di Dernhelm e partecipa alla Battaglia dei Campi del Pelennor appena fuori dalle mura della città di Minas Tirith; assume così il ruolo di Skjaldmær.
In "The Song of the Lioness" (1980) di Tamora Pierce il personaggio principale, Alanna, si traveste da ragazzo e per otto anni di seguito vive come un maschio per poter diventare un cavaliere.
Giannina Braschi in "El imperio de los sueños" (1988) crea un protagonista a cui piace usare il make up e fare crossdressing
In Monstrous Regiment (2003) di Terry Pratchett un intero reggimento di donne, della specie più assortita, si traveste da maschio per poter così entrare nell'esercito; il romanzo è una satira del fenomeno del travestitismo in tempo di guerra.

## Sul palco e sullo schermo

### Personaggi crossdressing
William Shakespeare ha fatto un uso notevole del crossdressing per molti dei suoi personaggi femminili, i quali assumono un abbigliamento maschile per poter svolgere azioni e che risulterebbero difficili se compiute con un'identità femminile.
In A qualcuno piace caldo (1959) due musicisti devono travestirsi da donna per riuscire a sfuggire alle ire di un pericoloso gangster.
In Rocky Horror Picture Show (1975) il protagonista Frank indossa per tutto il corso del film vestiti da donna.
In Victor Victoria (1982) il soprano Victoria Grant comincia ad avere successo nel mondo dello spettacolo quando diventa il "Conte Victor Grazinski". Questo film è un remake di Vittorio e Vittoria (1933).
In Amici, complici, amanti (1988) viene raccontata la storia di un cantante che si esibisce vestito da donna in un locale gay.
In M. Butterfly (1993) la vicenda si concentra sulla storia d'amore tra un giovane diplomatico francese ed un ragazzo cinese che fa il cantante all'opera di Pechino interpretando ruoli femminili.
In Mrs. Doubtfire - Mammo per sempre Robin Williams interpreta la parte di un padre che si traveste da "tata" (baby sitter), un'anziana signora dalle ampie forme, per poter star vicino ai suoi figli.
Nel musical intitolato Rent il personaggio di Angel è un esempio di moderno travestito.
In The Drew Carey Show (1995-2004) Steve Carey è un crossdresser.
In varie pellicole i protagonisti si travestono da donna per entrare in confidenza con le ragazze di cui sono innamorate e conquistarle; in particolare: il personaggio di Steven in In amore nessuno è perfetto, quello di Chris Calder in Il ragazzo pon pon e quello di Hang Yuan in Gao gen xie xian sheng.

## Musica
Esiste un intero genere crossdressing di ruoli operistici chiamato travesti ("pants roles", "trouser roles" o "travesty roles"). Questi sono ruoli maschili che vengono eseguiti da donne